# Märkische Fußballmeisterschaft 1906/07

BTuFC Alemannia 90 – Märkischer Fußballmeister 1907

Die märkische Fußballmeisterschaft 1906/07 war die sechste unter dem Märkischen Fußball-Bund (MFB) ausgetragene Fußballmeisterschaft. Die Meisterschaft wurde in dieser Saison in einer Gruppe mit neun Mannschaften im Hin- und Rückspiel ausgespielt. Am Ende setzte sich der BTuFC Alemannia 90 durch und wurde somit zum zweiten Mal Märkischer Fußballmeister.
Nachdem in der letzten Saison mehrere Berliner Vereine an der deutschen Fußballmeisterschaft teilnehmen durften, gab es in dieser Saison ein Qualifikationsspiel zwischen dem Märkischen Meister und dem Meister des Verbandes Berliner Ballspielvereine. Dieses Spiel verlor Alemannia gegen den BTuFC Viktoria 89 mit 0:5 und durfte somit nicht an der deutschen Fußballmeisterschaft 1906/07 teilnehmen.

## Abschlusstabelle 1. Klasse
| Pl. | Verein                             | Sp. | S  | U | N  | Tore    | Diff. | Punkte |
| --- | ---------------------------------- | --- | -- | - | -- | ------- | ----- | ------ |
| 1.  | BTuFC Alemannia 1890               | 16  | 15 | 0 | 1  | 097:190 | +78   | 30:20  |
| 2.  | Weißenseer FC                      | 16  | 9  | 3 | 4  | 057:400 | +17   | 21:11  |
| 3.  | SV Norden-Nordwest 1898 (M)        | 16  | 9  | 1 | 6  | 046:410 | +5    | 19:13  |
| 4.  | FC Viktoria 1899 Spandau (N)       | 16  | 8  | 2 | 6  | 022:340 | −12   | 18:14  |
| 5.  | BFC Vorwärts 1890                  | 16  | 7  | 1 | 8  | 024:370 | −13   | 15:17  |
| 6.  | Charlottenburger FC Union Halensee | 16  | 6  | 3 | 7  | 037:430 | −6    | 15:17  |
| 7.  | BSC Eintracht 1901                 | 16  | 4  | 3 | 9  | 031:410 | −10   | 11:21  |
| 8.  | SC Olymp Berlin (N)                | 16  | 4  | 1 | 11 | 008:420 | −34   | 09:23  |
| 9.  | Berliner FC vom Jahre 1893         | 16  | 2  | 2 | 12 | 025:500 | −25   | 06:26  |

| (M) | Titelverteidiger |
| (N) | Aufsteiger       |

## 2. Klasse
bekannte Teilnehmer:
- BFC Libertas-Südost (Aufsteiger)
- SC Germania Spandau 1904 (Aufsteiger)
- Rixdorfer TuFC Tasmania 1900